# Lisówka (osada)
Lisówka – uroczysko; dawna miejscowość w Polsce położona w województwie warmińsko-mazurskim, w powiecie bartoszyckim, w gminie Bartoszyce.
Nazwa zniesiona z 2011 r.
Miejscowość wchodziła w skład sołectwa Kinkajmy. 
W latach 1975–1998 miejscowość administracyjnie należała do województwa olsztyńskiego.